# Charles-Jean Seghers
Pour les articles homonymes, voir Seghers.
Charles-Jean Seghers (né le 26 décembre 1839 à Gand, Belgique, et mort assassiné le 28 novembre 1886 à Bishop's Rock, Canada) était un prêtre belge, missionnaire et archevêque-évêque de Vancouver au Canada. Il est considéré comme le fondateur des missions en Alaska. 
Formé au collège américain de Louvain, Seghers est ordonné prêtre à Malines (Belgique), en mai 1863. Répondant à l’appel de Modeste Demers (1809-1871), premier évêque de Vancouver, il part immédiatement pour cette région occidentale du Canada. Il y exerce son ministère d’abord à Victoria même, capitale de l’île.  

## Évêque de Vancouver
Il est nommé évêque de Vancouver le 11 mars 1873 et ordonné le 29 juin. Il a à peine 33 ans lorsqu’il succède à Modeste Demers, décédé le 28 juillet 1871. Quatre semaines après son ordination il fait un premier grand tour du vaste territoire de l'Alaska qui fait partie de son diocèse. 
Il est par la suite souvent en voyage : son attention se porte particulièrement aux peuples indigènes auprès desquels il fonde plusieurs postes missionnaires. Il confie ainsi au père Brabant, autre missionnaire belge (et ancien du collège américain de Louvain), deux missions auprès des Amérindiens de la côte Ouest de l’île de Vancouver. En 1877 il visite les  Tchalkyitsiks, les Koyukuks et d’autres petits groupe indigènes de l’Alaska qui forment en tout pas plus que 30 000 Amérindiens. Le 23 juillet 1878, Charles-Jean est nommé évêque titulaire de Canea (de) puis archevêque titulaire d'Émèse (de) le 28 septembre de la même année.

## Archevêque d’Oregon City
Nommé évêque-coadjuteur d'Oregon City in 1878 il en devient l’archevêque le 12 décembre 1880. Toujours missionnaire il donne priorité aux peuples indigènes, et visite personnellement les Cœurs d’Alène, Têtes-Plates et Pends d’Oreilles…

## Retour à Vancouver
Lors d’une visite à Rome (1883), il obtient du pape Léon XIII la permission de retourner à Vancouver où les besoins missionnaires lui semblent plus grands. La démission de Jean-Baptiste Brondel avait rendu le siège épiscopal vacant. Il est cette fois « archevêque-évêque » de Vancouver (9 mars 1884).  Sa vocation est avant tout celle d’un missionnaire. Il reprend son travail d’évangélisation en Alaska. 

## Assassiné
Quatrième voyage et visite pastorale de l’Alaska en 1885. Cinquième visite pastorale en 1886, en compagnie des missionnaires jésuites Pasquale Tosi et Louis Robaut. C’est lors de ce voyage qu'il meurt (28 novembre 1886), assassiné par son domestique, Frank Fuller. L'endroit s'appelle depuis lors Bishop's Rock, près de Nulato (Alaska).

## Postérité
Il a laissé une collection de livres anciens, qui sont exposés à la bibliothèque de l'Université de Victoria : The Seghers Collection.

## Sources
- Répertoire général du clergé canadien, par ordre chronologique depuis la fondation de la colonie jusqu'à nos jours, par  Mgr Cyprien Tanguay, Montréal, Eusèbe Senécal & fils, imprimeurs-éditeurs, 1893
- Édouard de Moreau : Les Missionnaires belges de 1804 à 1930, Jos. Vermaut, Bruxelles, 1930.